# Ruta de la sal entre Tíbet y Nepal

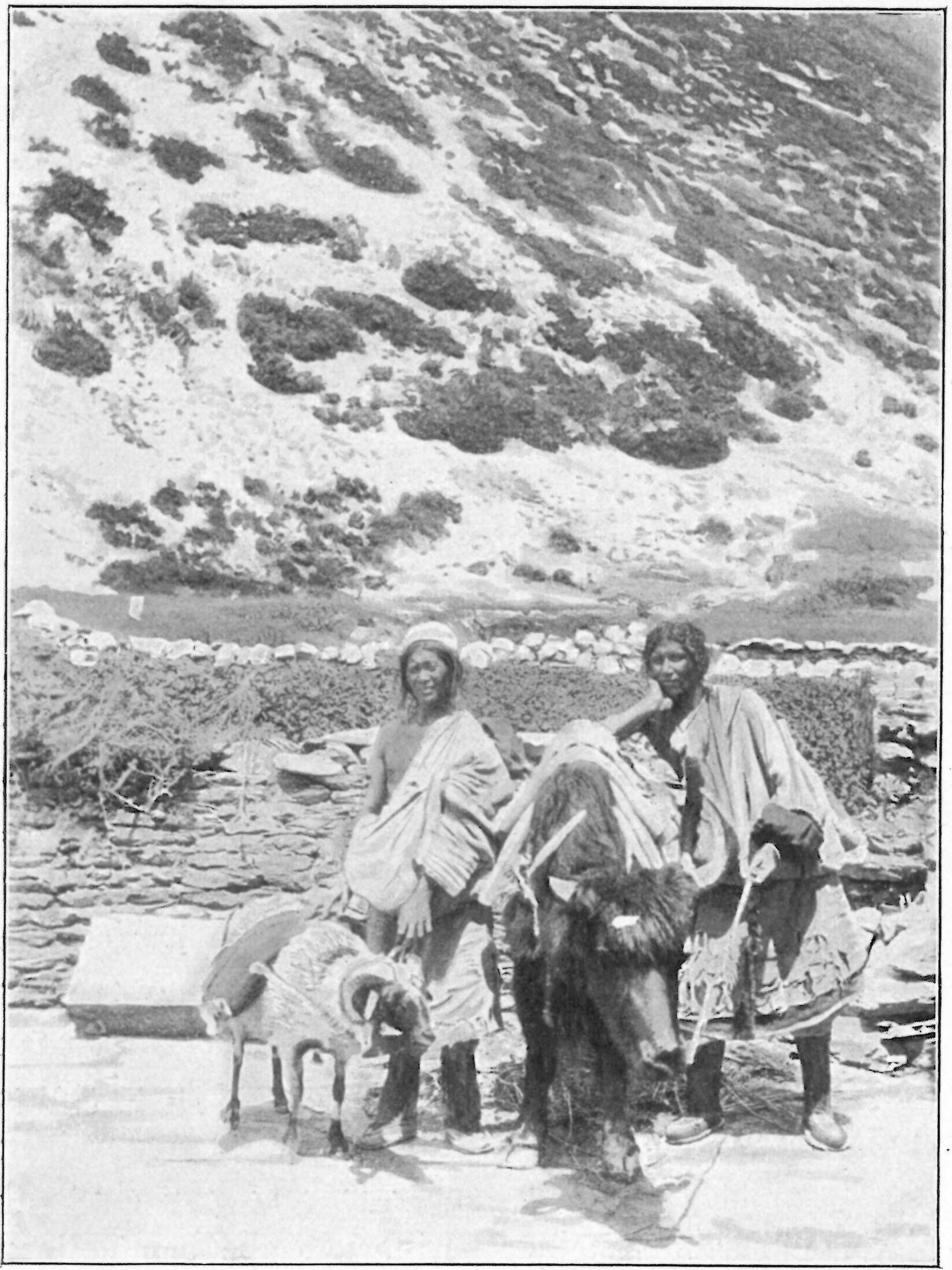
Tibetanos con un yak y una oveja cargando una bolsa de sal, cerca de Boudhanath (1898).

La ruta comercial de sal entre Tíbet y Nepal es una antigua ruta comercial de sal que se extiende entre la Meseta Tibetana y las Colinas Medias de Nepal y continúa hacia la India. Tras la anexión del Tíbet por China en 1950 y la guerra sino-india en 1962, los patrones de comercio cambiaron, el uso de la antigua ruta comercial entre India y Tíbet disminuyó, y las caravanas que transportaban sal quedaron en desuso.

## Antecedentes

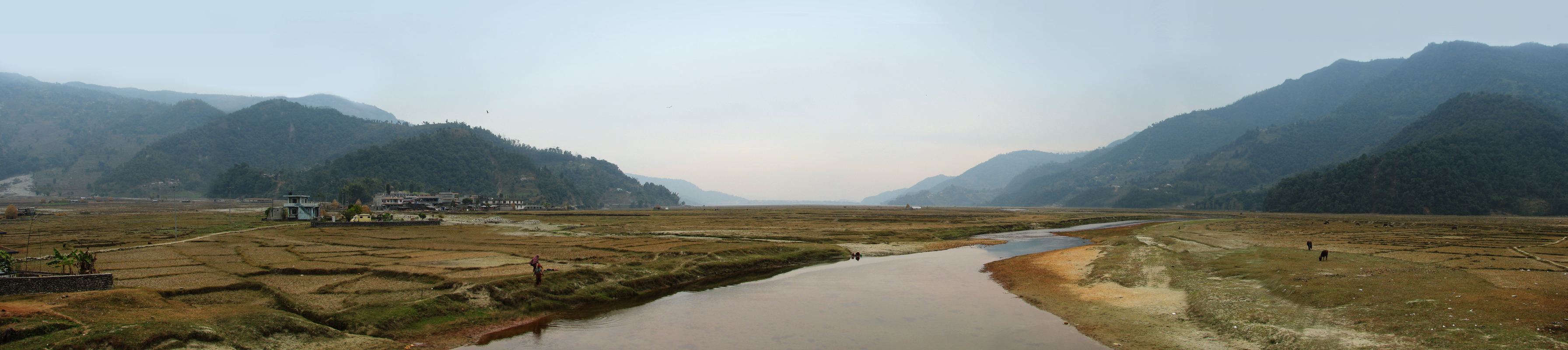
Colinas Medias.

A lo largo de la historia, los nepalíes y tibetanos han comerciado entre sí a través de varios puertos de montaña. Dos de los productos más importantes que se comerciaban eran la sal de los lagos tibetanos (por ejemplo, Namtso) y el arroz de las Colinas Medias de Nepal. Durante siglos, el trueque de granos y otros productos agrícolas de Nepal por sal y lana de Tíbet formó la base de un comercio que tradicionalmente ha estado en manos de varias comunidades, en su mayoría de habla tibetana. Grupos nómadas como los Khyampa, sin tierras propias, comerciaban tanto sal como arroz, utilizando ovejas, cabras y yaks en sus viajes como medio de supervivencia. Otros productos de India y China también se intercambiaban.
Tíbet tenía abundante sal pero poco arroz, mientras que el arroz era abundante en el sur de Nepal pero escaseaba la sal. Los comerciantes resolvían este problema; cuanto más llevaban la sal desde Tíbet, más valiosa se volvía. Cuando la sal marina de la India estuvo disponible en la frontera entre India y Nepal, el precio de la sal cayó. Los comerciantes nómadas se adaptaron comprando sal india y pasando el invierno en campamentos en las tierras bajas de Nepal. Allí fabricaban mantas con la lana de sus ovejas, intercambiando las mantas y la sal con los aldeanos, recibiendo arroz a cambio. En marzo, migraban hacia el norte, con sus ovejas y cabras cargando el arroz, y los yaks transportando sus pertenencias domésticas. Pasaban por los puertos de montaña cuando la nieve se había derretido lo suficiente. Al llegar a Purang, Tíbet, en agosto, intercambiaban el arroz por sal tibetana y comenzaban el viaje de regreso hacia el sur el mes siguiente.
Para la década de 1950, la presencia de China en Tíbet resultó en la construcción de carreteras en la meseta tibetana, lo que permitió traer trigo y arroz desde China para el consumo de los nómadas tibetanos. Al mismo tiempo, en Nepal, mejores carreteras significaban que la sal yodada de la India estaba más disponible. Esto era importante porque el bocio y el cretinismo eran comunes en Nepal. Con menos demanda de los productos que transportaban, el comercio tradicional transfronterizo se volvió menos económico. En la década de 1980, las nuevas carreteras de Dadeldhura a Doti y de Kohalpur a Banbasa asestaron los golpes finales al comercio.

## Rutas comerciales

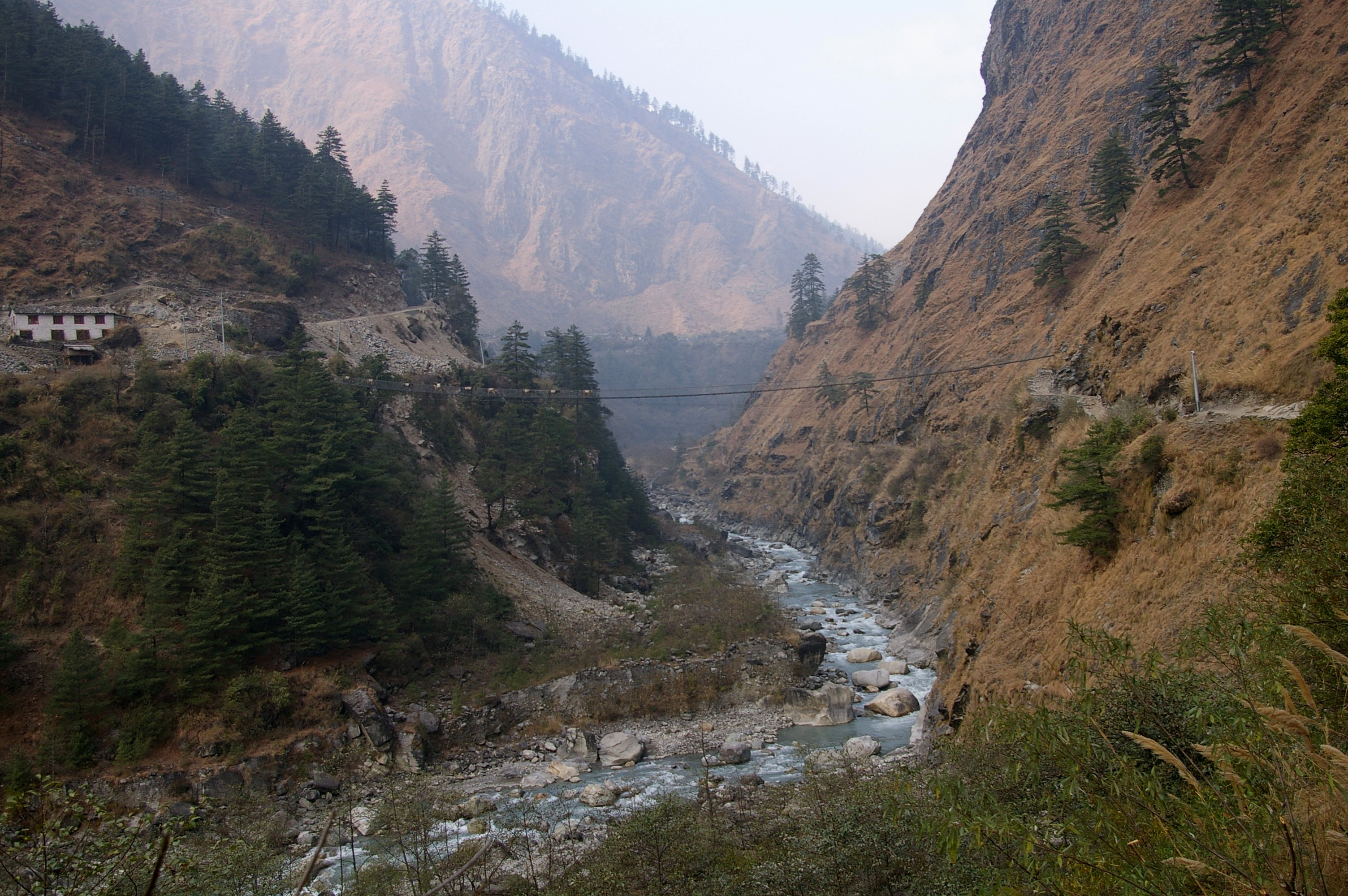
Garganta de Kali Gandaki

Algunas de las rutas más fáciles estaban en el distrito de Mustang, en la provincia de Gandaki. Esto hizo que la Garganta de Kali Gandaki fuera un punto focal para el comercio. El Alto Mustang comprende los dos tercios norte del distrito de Mustang en Nepal. Pueblos como Dana o Tukuche, en la Garganta de Kali Gandaki, eran paradas a lo largo de la ruta comercial. El distrito de Dolpa también se benefició del comercio.
Históricamente, hay varios pasos fronterizos. El cruce en Kora La entre el Alto Mustang y Tíbet, por ejemplo, fue una importante ruta de comercio de sal. Sin embargo, este cruce fue cerrado debido a las guerrillas tibetanas en la década de 1960. Permanece cerrado durante la mayor parte del año hasta hoy, excepto cuando se abre para el comercio local limitado durante las ferias comerciales transfronterizas semestrales.
Para los excursionistas, el Circuito de Manaslu sigue la ruta comercial de sal a lo largo del Río Budhi Gandaki y forma parte del Gran Sendero del Himalaya.